# ملعب 26 مارس
ملعب 26 مارس هو ملعب متعدد الاستخدام يقع في باماكو عاصمة مالي . غالبا ما يتم استخدامه لمباريات كرة القدم . يسع الملعب لجلوس 50 ألف متفرج . يعتبر الملعب الرسمي الذي يخوض فيه منتخب مالي مبارياته الدولية . تم بنائه في سنة 2001 .